# Matilde de Saboia
Matilde de Saboia (em alemão:  Mechtilde; c. 1391/1400 — Germersheim, 14 de maio de 1438) foi eleitora consorte do Palatinado como a segunda esposa de Luís III, Eleitor Palatino. 

## Família
Matilde foi a terceira filha e criança do príncipe Amadeu de Saboia-Acaia e de Catarina de Genebra. Seus avós paternos eram o senhor Jaime de Piemonte, príncipe de Acaia e Margarida de Beaujeu. Seus avós maternos eram o conde Amadeu III de Genebra e Matilde de Auvérnia.
Ela foi a terceira de quatro irmãs, que eram: Margarida, foi marquesa de Monferrato como esposa de Teodoro II de Monferrato, e quando ficou viúva, tornou-se uma freira da Ordem dos Pregadores, e finalmente foi considerada uma beata em 1669; Bona, e Catarina, sua irmã mais nova.

## Biografia
Matilde e Luís se casaram em Pinerolo, no Piemonte, em 30 de novembro de 1417. Ele era filho do rei Roberto da Germânia e de Isabel de Nuremberga. Sua primeira esposa foi a princesa Branca de Inglaterra, filha do rei Henrique IV de Inglaterra, que morreu em 1409. Eles tiveram um filho, Roberto.
O casal teve cinco filhos, três meninos e duas meninas.
Em 1427, seu marido retornou de uma peregrinação na Terra Santa, e na década de 1430 ficou quase cego. Em 1435, Matilde e os conselheiros os privaram de poder no eleitorado.
Luís morreu em 30 de dezembro de 1436, aos 58 anos de idade. Matilde faleceu algum tempo depois, em 14 de maio de 1438, e foi enterrada na  Igreja do Espírito Santo, em Heidelberg.

## Descendência
- Matilde do Palatinado (7 de março de 1419 – 22 de agosto de 1482), foi casada com o conde Luís I de Württemberg-Urach, com quem teve cinco filhos. Após sua morte, tornou-se esposa de Alberto VI da Áustria, mas eles não tiveram filhos. Matilde era conhecida como uma grande benfeitora das artes literárias do século XV. Ela e o filho, Everardo I de Württemberg, fundaram a Universidade de Friburgo e a Universidade de Tubinga;
- Luís IV, Eleitor Palatino (1 de janeiro de 1424 – 13 de agosto de 1449), foi o sucessor do pai, casado com Margarida de Saboia, Duquesa de Anjou, com quem teve apenas um filho, Filipe, Eleitor Palatino;
- Frederico I, Eleitor Palatino (1 de agosto de 1425 – 12 de dezembro de 1476), foi o sucessor do irmão. Casou-se com sua amante, Clara Tott, com quem teve dois filhos;
- Roberto do Palatinado (27 de fevereiro de 1427 – 16 de julho de 1480), arcebispo e príncipe eleitor de Colônia;
- Margarida do Palatinado (1428 – 23 de novembro de 1466), freira no Mosteiro de Liebenau, em Worms.